# Eriogonum inerme
Eriogonum inerme là một loài thực vật có hoa trong họ Rau răm. Loài này được (S.Watson) Jeps. mô tả khoa học đầu tiên năm 1914.